# Kalendarium powstania warszawskiego – 15 sierpnia

## 15 sierpnia, wtorek

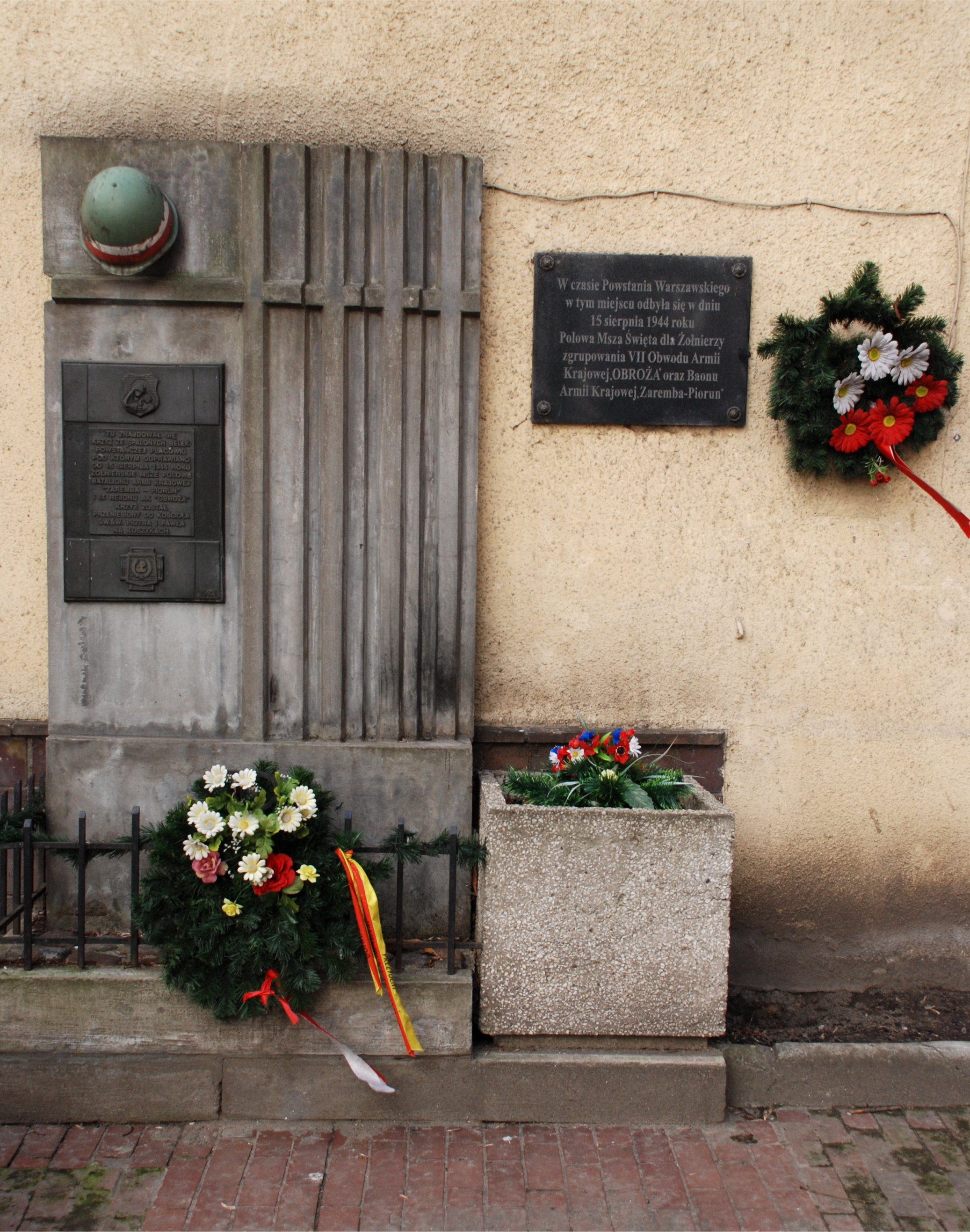
Poznańska 12: Tu znajdował się krzyż ze spalonych belek powstańczej placówki pod którym odprawiano od 15 sierpnia 1944 roku żołnierskie msze polowe

W nocy niemiecka obrona przeciwlotnicza zestrzeliła 3 z 20 samolotów brytyjskich dokonujących zrzutów. Jeden z nich spadł na ul. Miodową. Cała jego składająca się z Kanadyjczyków załoga zginęła. Kolejny samolot – Halifax (MkII JN926) spadł przy ul. Wolskiej, w okolicy Reduty Wolskiej. Zginęli w nim piloci - sierżanci RAF: Robert S. Darling, Peter M. Roots, Ronald R.E. Hartog i Thomas Law; przeżyli natomiast: Richard O. Samways, Keneth A. Bedford i Maurice L. Casey z RAAF-u.
Odbywają się uroczystości związane z rocznicą „Cudu nad Wisłą”, świętem Matki Boskiej Zielnej i Żołnierza Polskiego. 

Miron Białoszewski w Pamiętniku z powstania warszawskiego opisuje to wydarzenie w następujących słowach:

Dni się tak nie rozróżniało za bardzo. Ale to jedno święto – 15 sierpnia (wypadało we wtorek) – nagle postanowiono obejść, uczcić. Na przekór. Od rana. [...] Tym razem czekało się też na Cud nad Wisłą. Też z nimi. Po drugiej stronie. I za Żeraniem. Ale żeby przyszli.
Odparto atak na pl. Krasińskich, płonie ul. Miodowa.
„Biuletyn Informacyjny” rozpoczyna drukowanie i przyjmowanie nazwisk osób zaginionych.
Premiera Kantaty na otwarcie Teatru Narodowego (reż. Leon Schiller) w Kawiarni Aktorek (przy ul. Mazowieckiej 5) przerwana przez bombardowanie.
Ambasador Stanów Zjednoczonych - William Averell Harriman zwrócił się z prośbą o pozwolenie na lądowanie na terenie radzieckim amerykańskich samolotów po dokonaniu zrzutów nad Warszawą. Andriej Wyszyński (zastępca komisarza spraw zagranicznych ZSRR) udzielił następującej odpowiedzi: Rząd sowiecki nie może się na to zgodzić, twierdząc że wybuch powstania jest dziełem awanturników.
Jednocześnie nasila się brutalna kampania propagandowa komunistów polskich z Polskiej Partii Robotniczej, wymierzona w Polskie Państwo Podziemne i dowództwo Armii Krajowej, 15 sierpnia 1944 Komitet Centralny PPR w swojej odezwie stwierdza:
"(...) banda sanacyjnych i oenerowskich awanturników i warchołów podnosi dziś swą brudną łapę przeciw Polskiemu Komitetowi Wyzwolenia Narodowego, przeciwko Wojsku Polskiemu, które toczy bohaterską i ofiarną walkę o wyzwolenie ojczyzny. Garstka niepoczytalnych przywódców Armii Krajowej, na rozkaz Sosnkowskiego, w imię nędznych kombinacji politycznych kliki sanacyjnej, pchnęła ludność Warszawy do walki wbrew elementarnym zasadom wojskowym i wbrew uczciwości politycznej".
Tego dnia przy ul. Grzybowskiej, róg ul. Żelaznej poległ Louis Vengelli (ps. "Herbert") – starszy sierżant, dezerter z Luftwaffe, powstaniec w kompanii "Janusza" batalionu "Harnaś" Narodowej Organizacji Wojskowej. Walczył w obronie Śródmieścia. Zginęła również sanitariuszka Eryka Tyszkówna z batalionu "Parasol".